# Gouverneur de Curaçao
Le gouverneur de Curaçao (en néerlandais : gouverneur van Curaçao, en papiamento : gobernador di Kòrsou) est le représentant à Curaçao du chef d'État néerlandais (le roi Willem-Alexander). 
Le gouverneur représente les intérêts généraux du royaume des Pays-Bas. Le gouverneur n'a pas de responsabilités politiques et ne fait pas partie du gouvernement, mais joue un rôle important lors de sa formation. Le gouverneur est nommé par le monarque pour une période de six ans, renouvelable une seule fois. Il est appuyé par un secrétariat du cabinet du gouverneur, et est conseillé par le Conseil des conseils (Raad van Advies). Composé d'au moins cinq membres nommés par le gouverneur, il est censé lui donner des conseils sur les projets d'ordonnances de l'État, les décrets de l'État, les actes du royaume et les ordonnances administratives générales.